# Begraafplaats Sint Barbara (Den Haag)
Begraafplaats Sint Barbara is een Rooms-Katholieke begraafplaats in de Haagse wijk Binckhorst, aan de oostkant van de Binckhorstlaan, tussen de binnenstad van Den Haag en Voorburg.

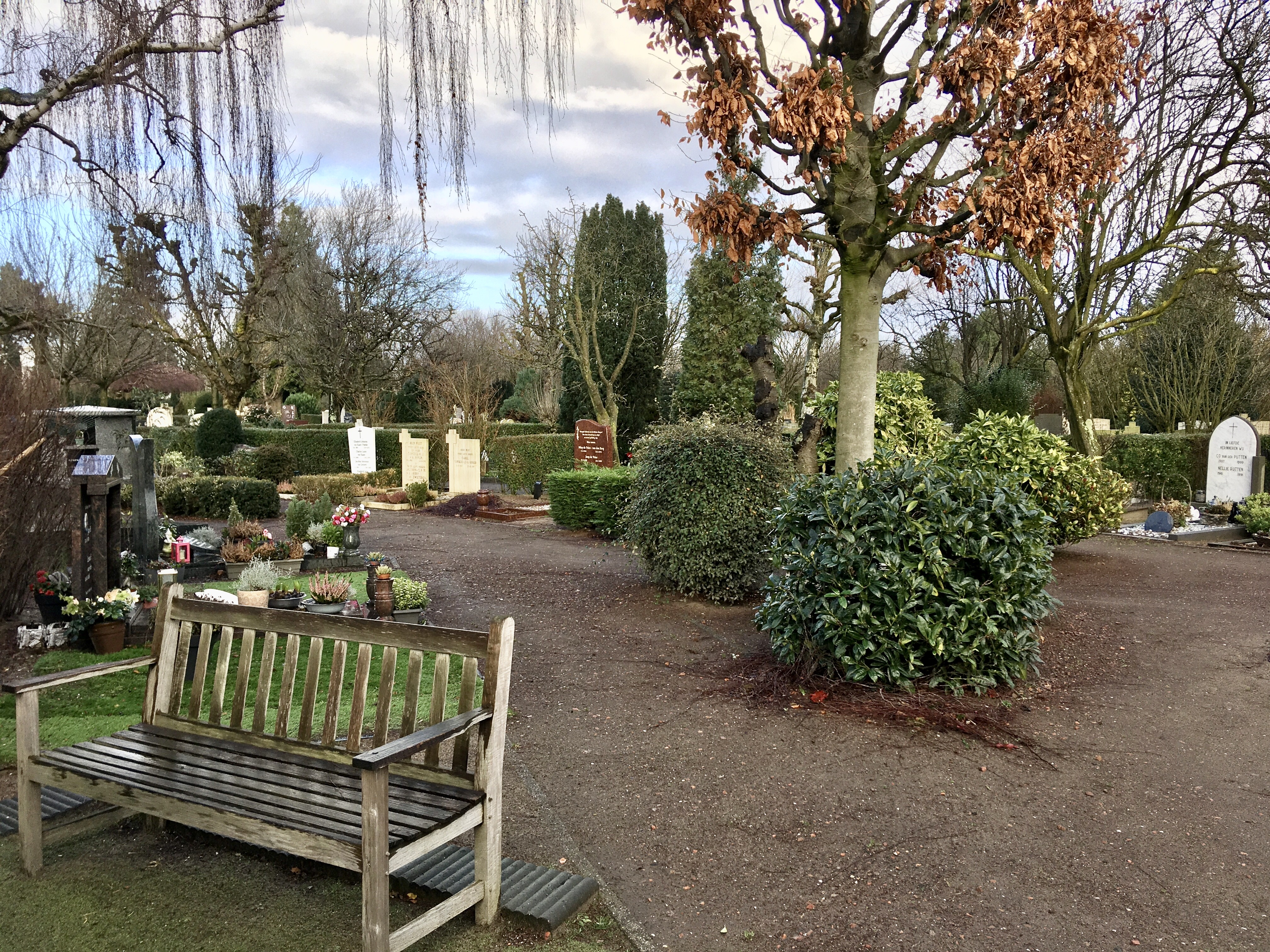
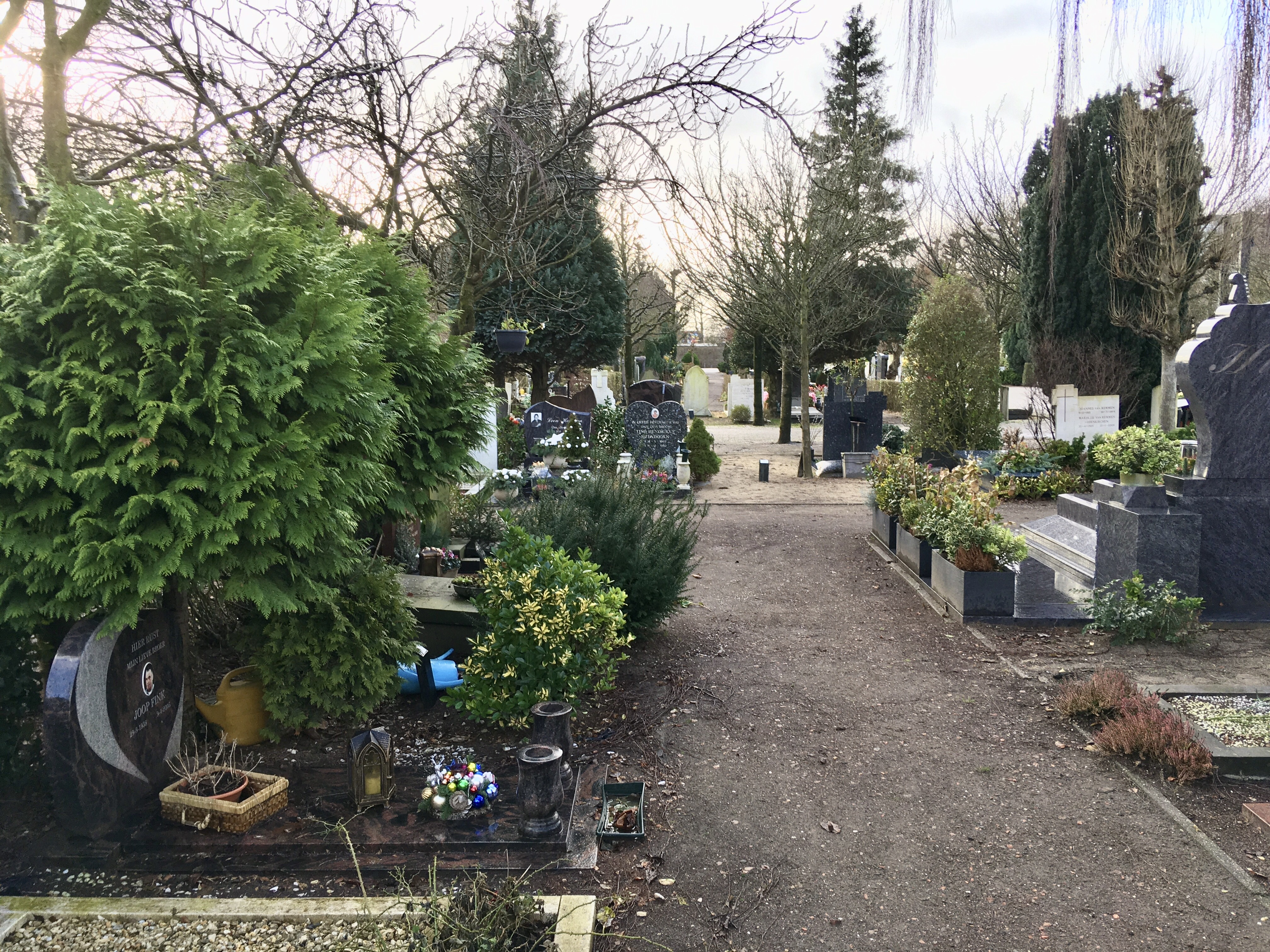
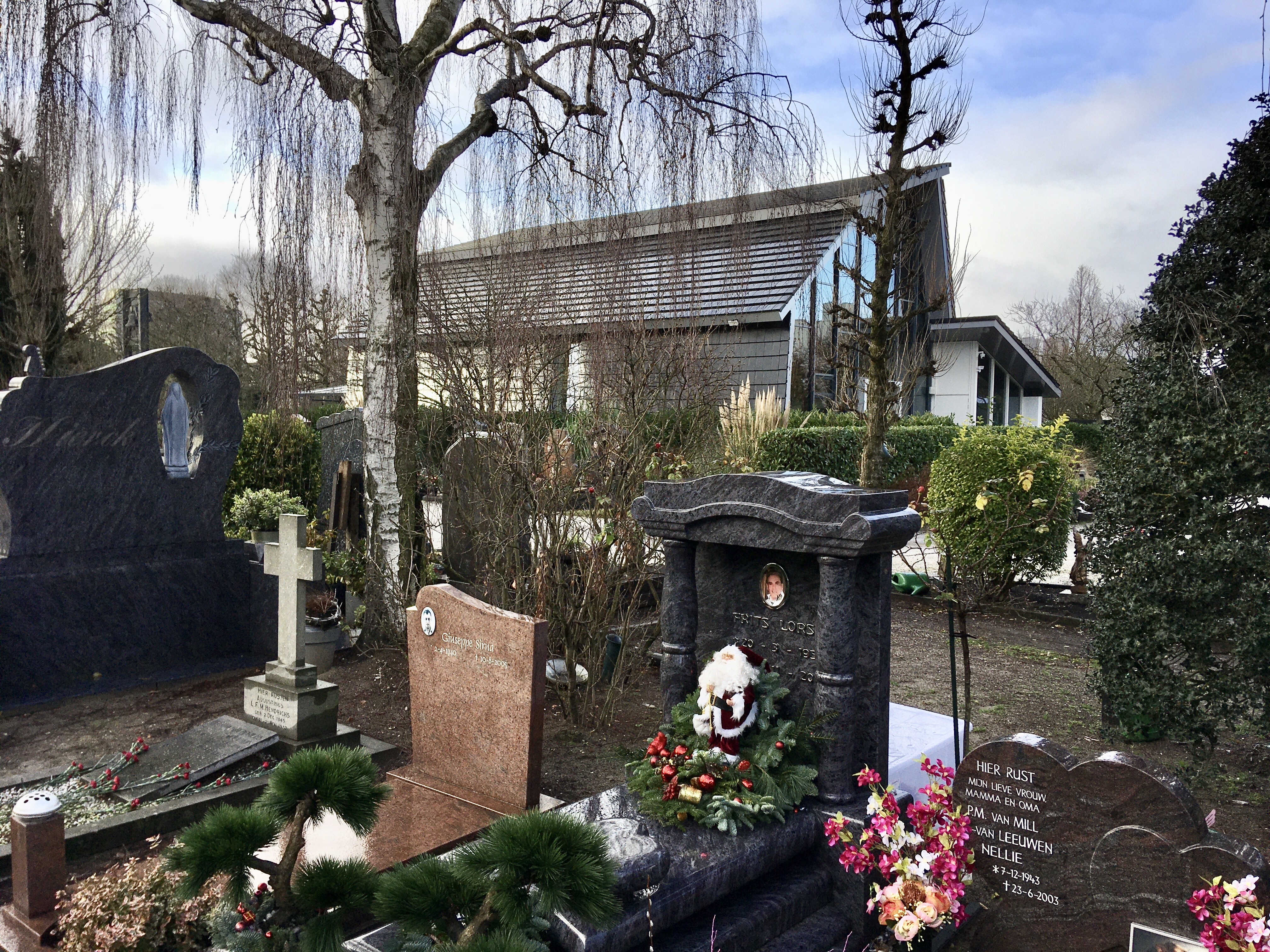
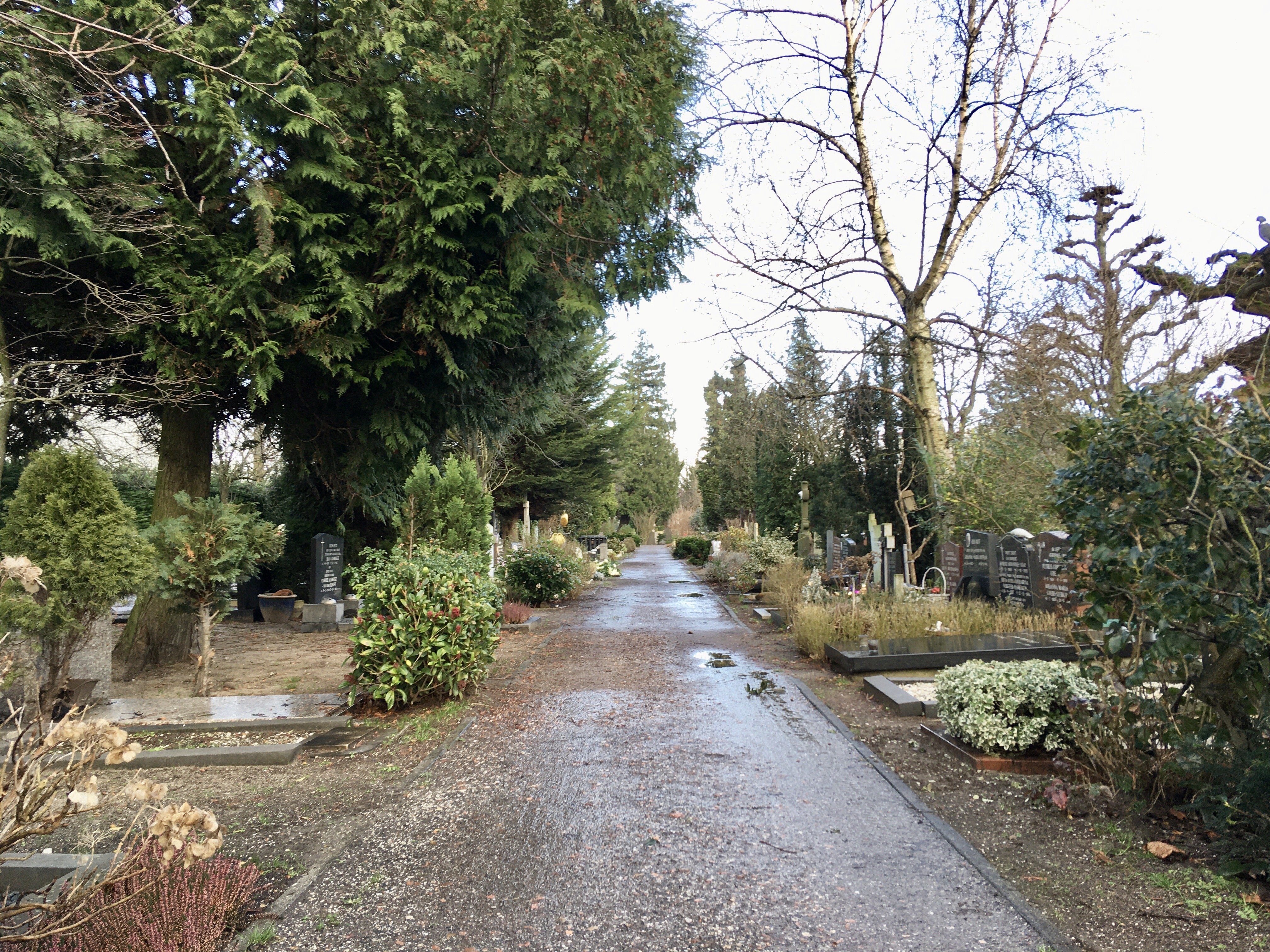
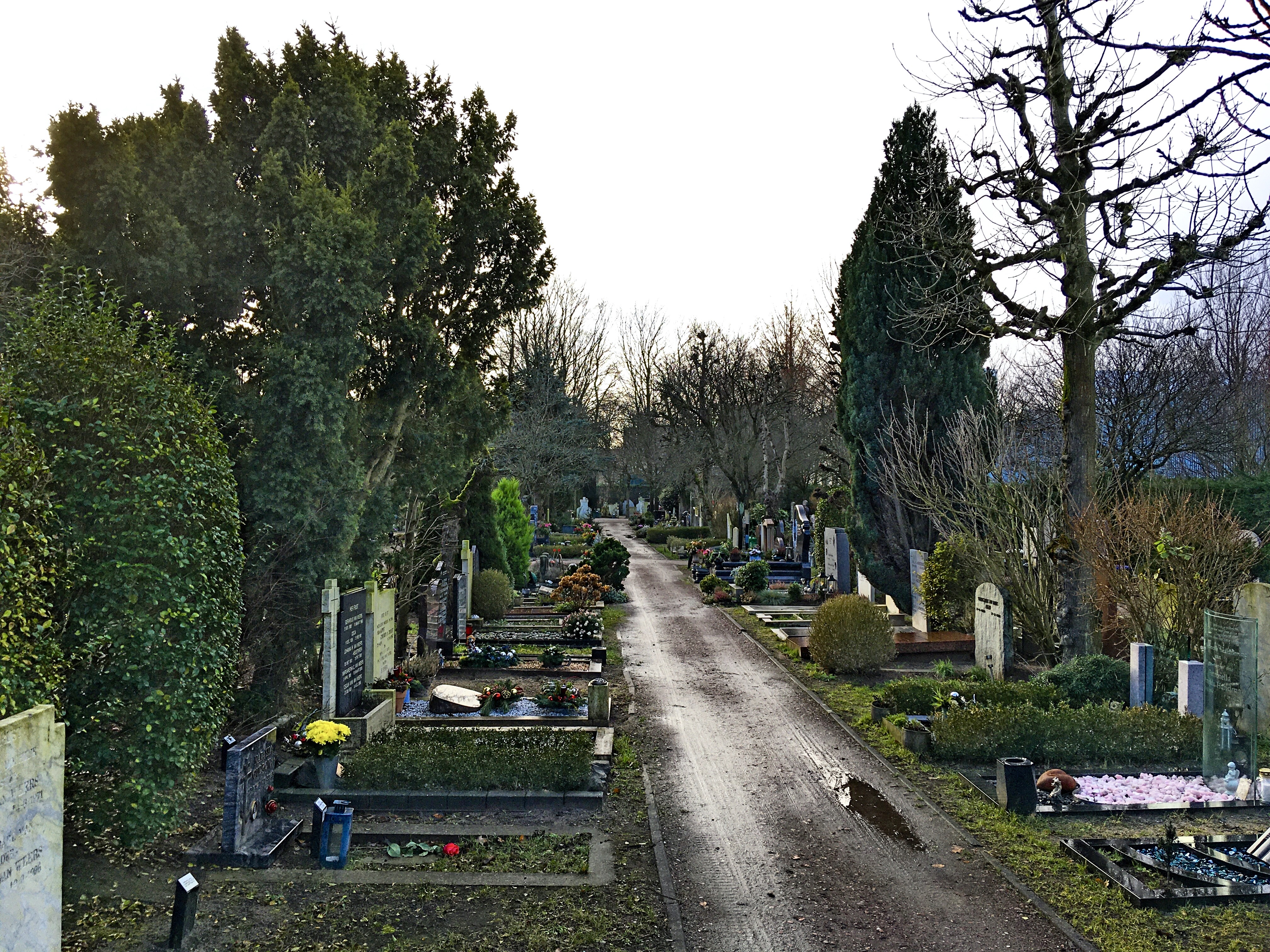
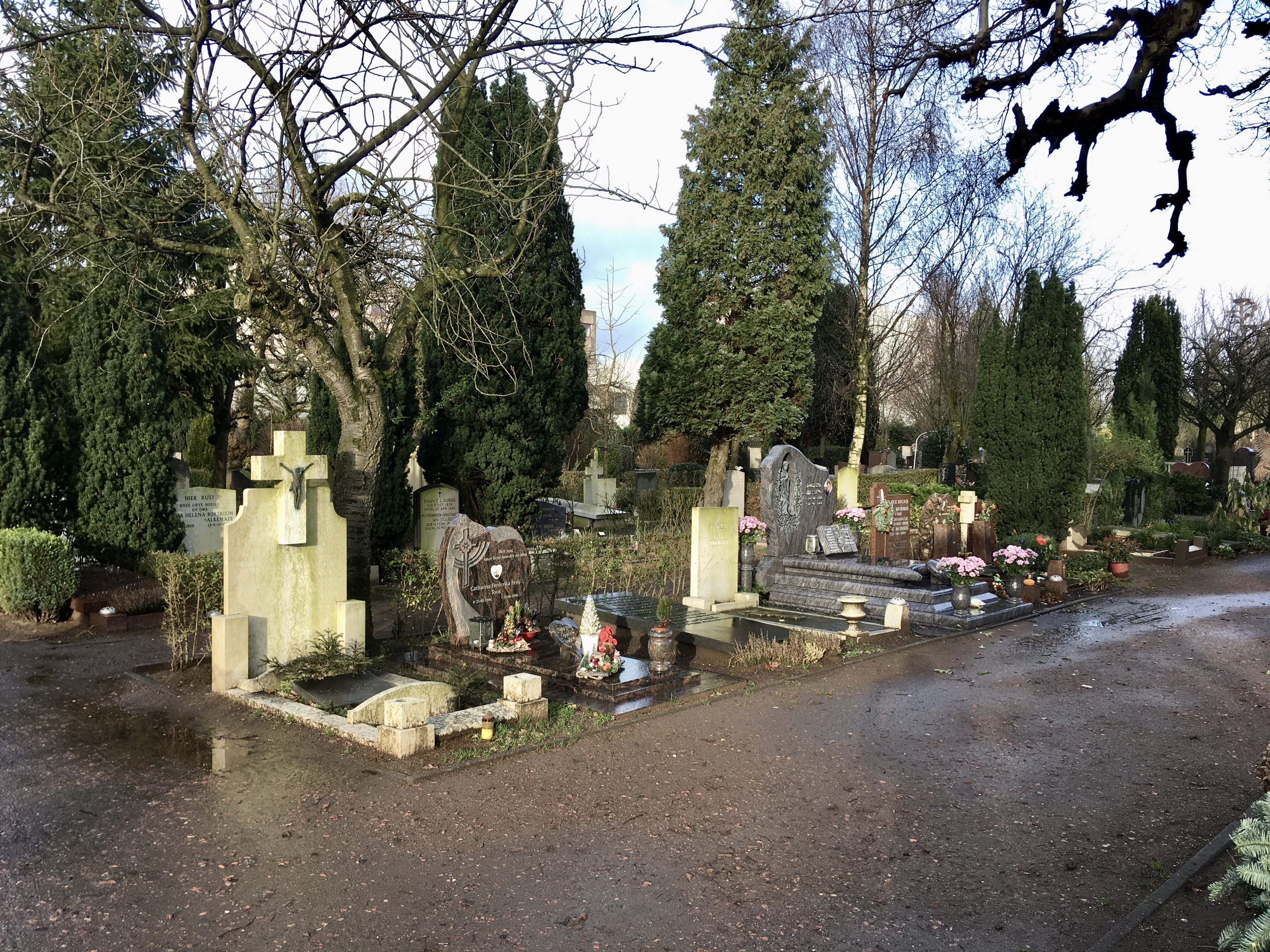

## Geschiedenis

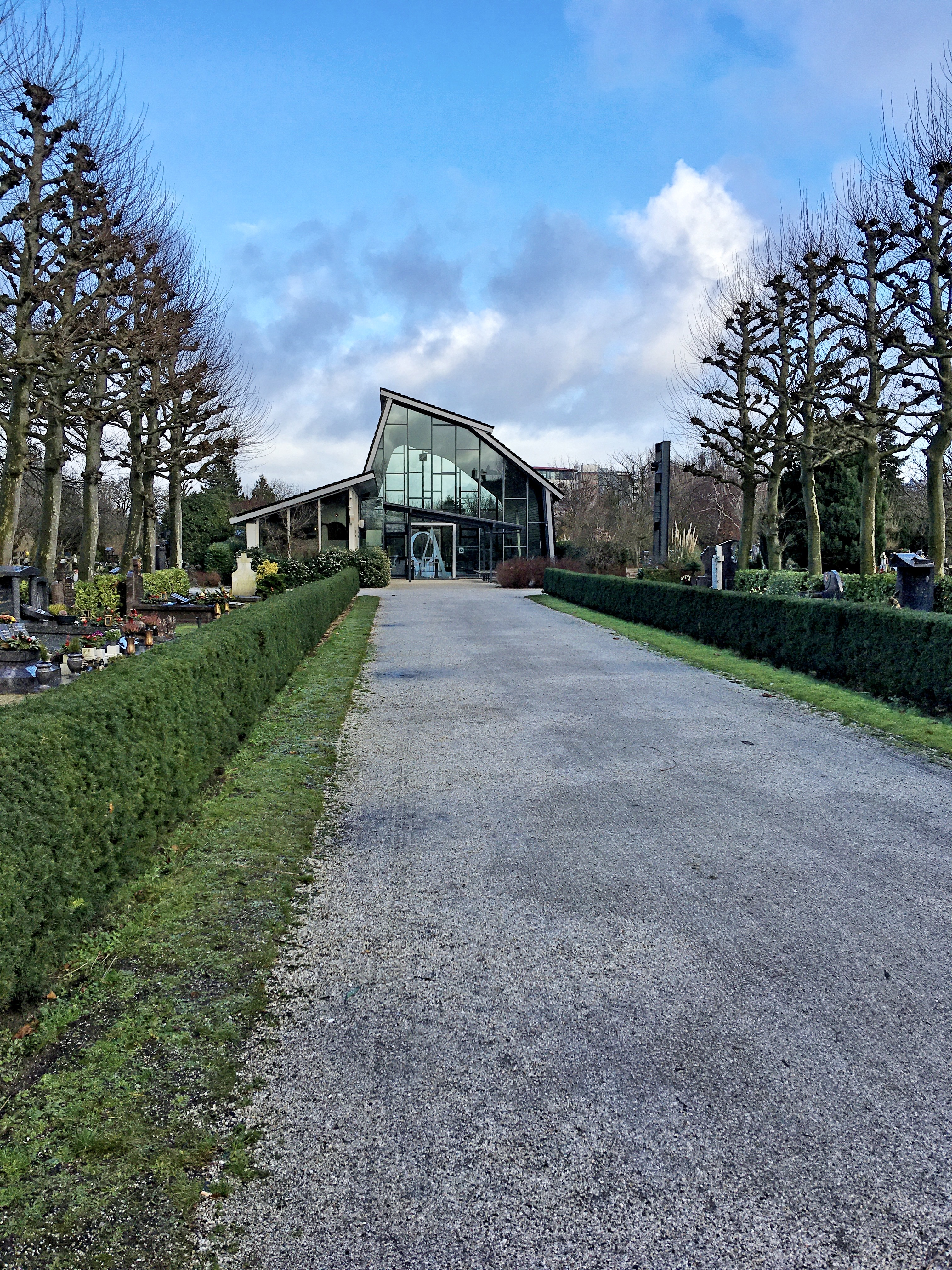
Begraafplaats Sint Barbara

De begraafplaats dateert uit 1920, en is daarmee 90 jaar jonger dan de andere Haagse rooms-katholieke begraafplaats, begraafplaats Sint Petrus Banden in de Archipelbuurt.
De begraafplaats werd ontworpen door architect Nicolaas Molenaar sr., een leerling van P.J.H. Cuypers. Het is een dodenakker van 5,5 hectare.
Sinds 1966 zijn er enkele verbouwingen en uitbreidingen geweest. De transparante kapel, met ruimte voor honderd personen, is in 2002 gebouwd naar een ontwerp van Kevin Battarbee van architectenbureau Inbo. Beide begraafplaatsen worden beheerd door de Stichting R.K. Begraafplaatsen.
De begraafplaats staat bekend vanwege de vele fraaie graven en mausoleums van Roma en de Sinti.
Vanaf 1934 liet de HTM op bepaalde dagen een speciale buslijn hiernaartoe rijden: Dienst St.Barbara. Sinds 1952 komt/komen er (een) reguliere buslijn(en) in de buurt.

## Afbeeldingen

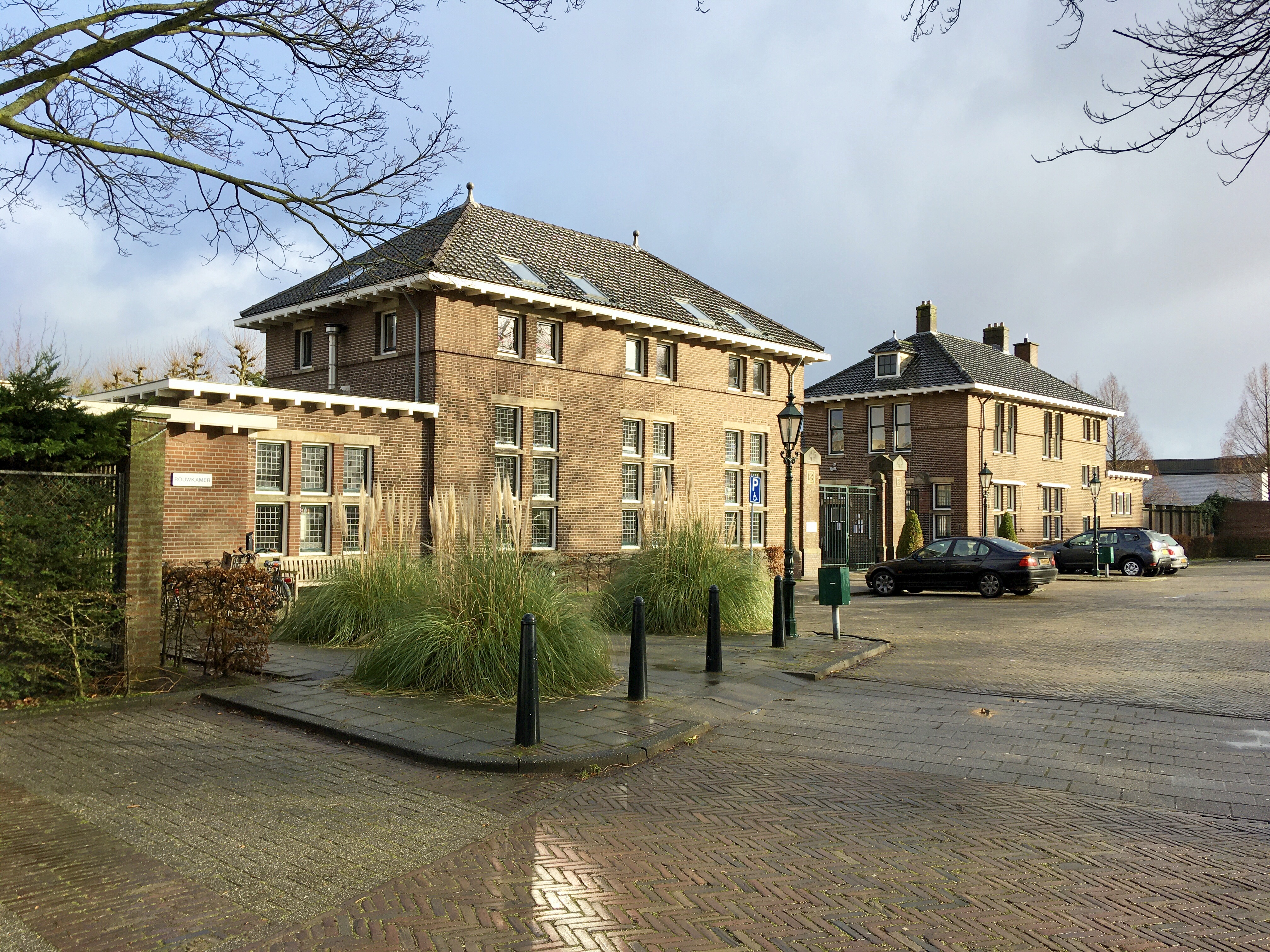
Hoofdingang
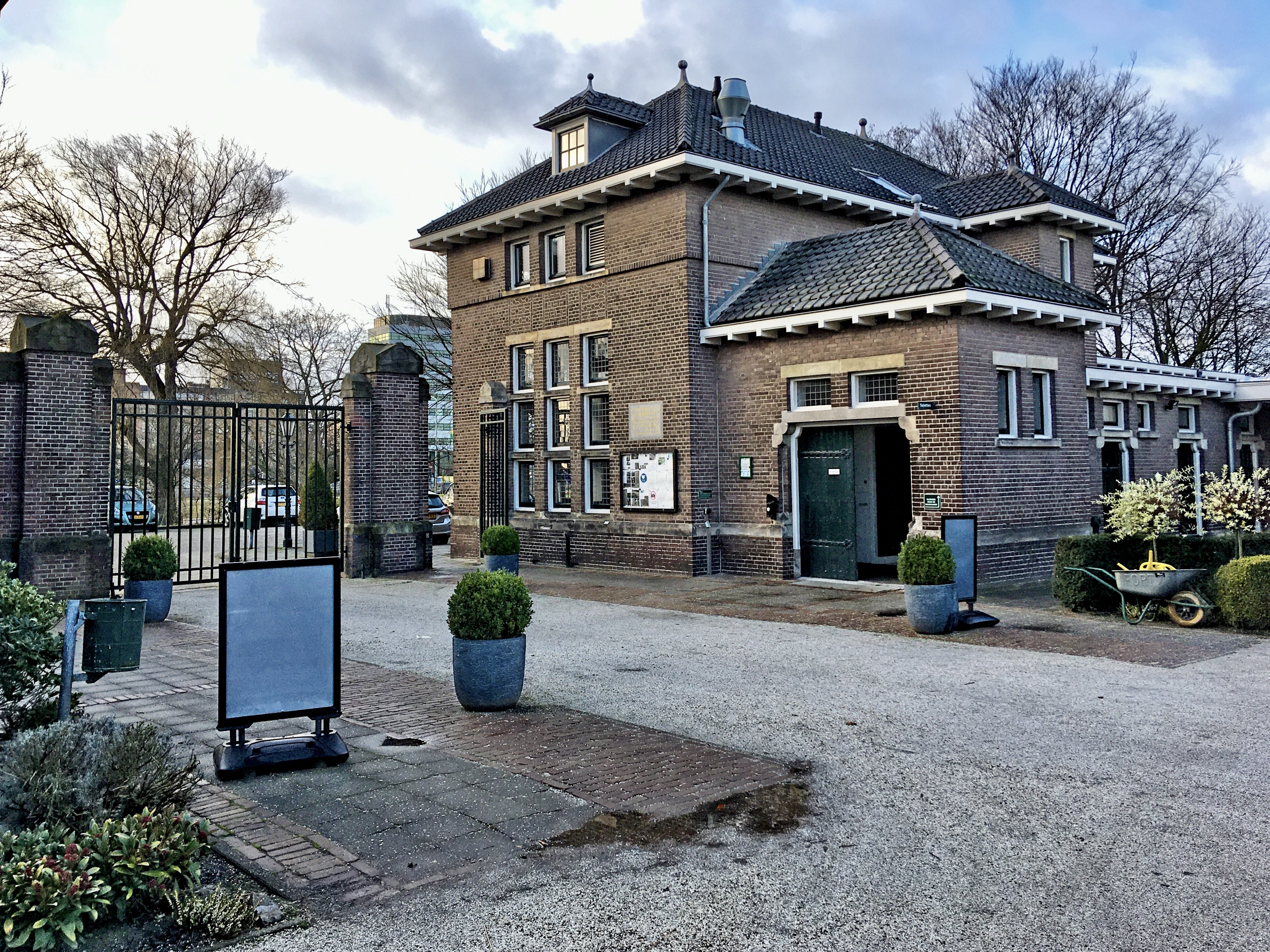
Hoofdingang
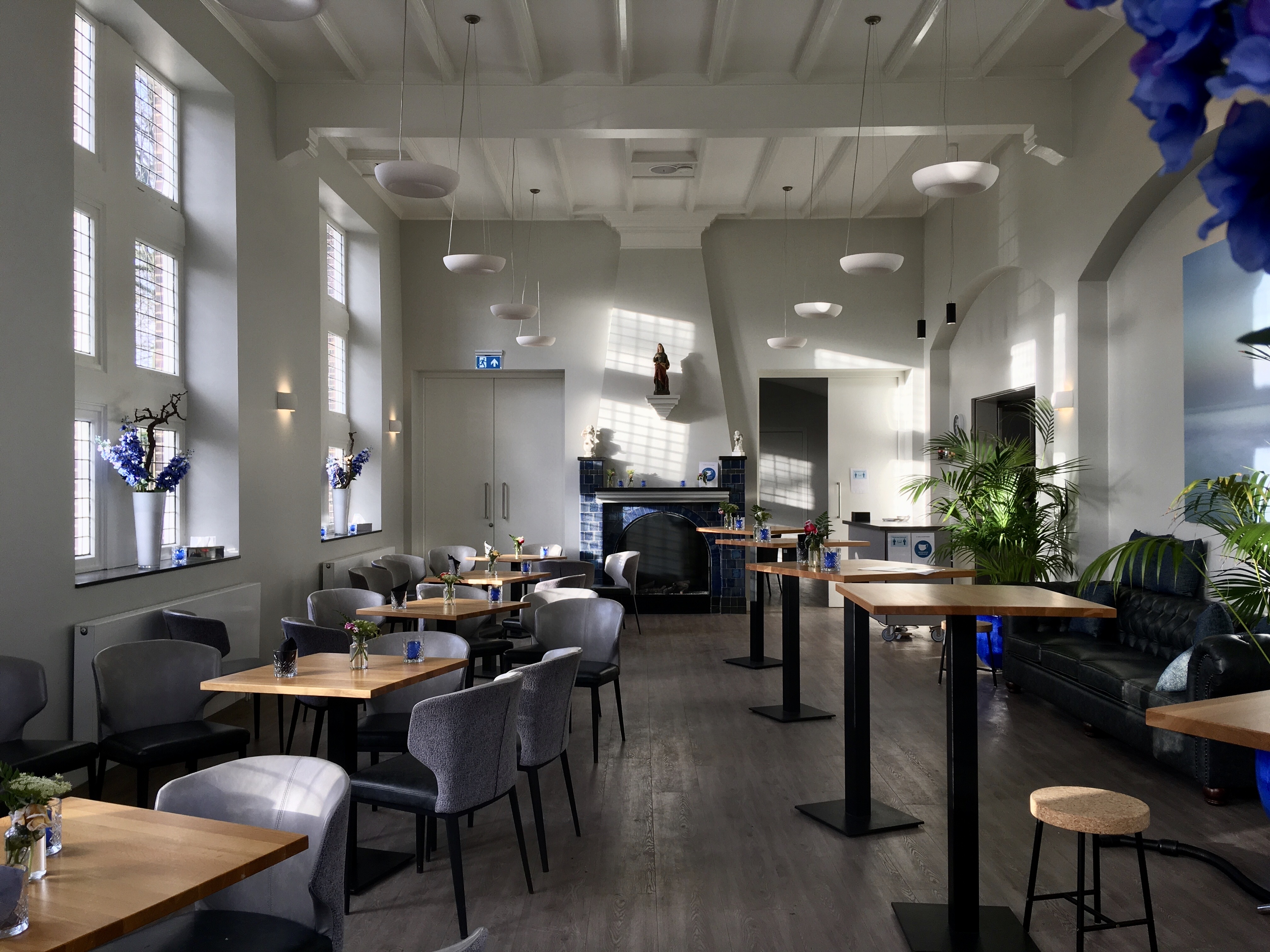
Afscheidsruimte
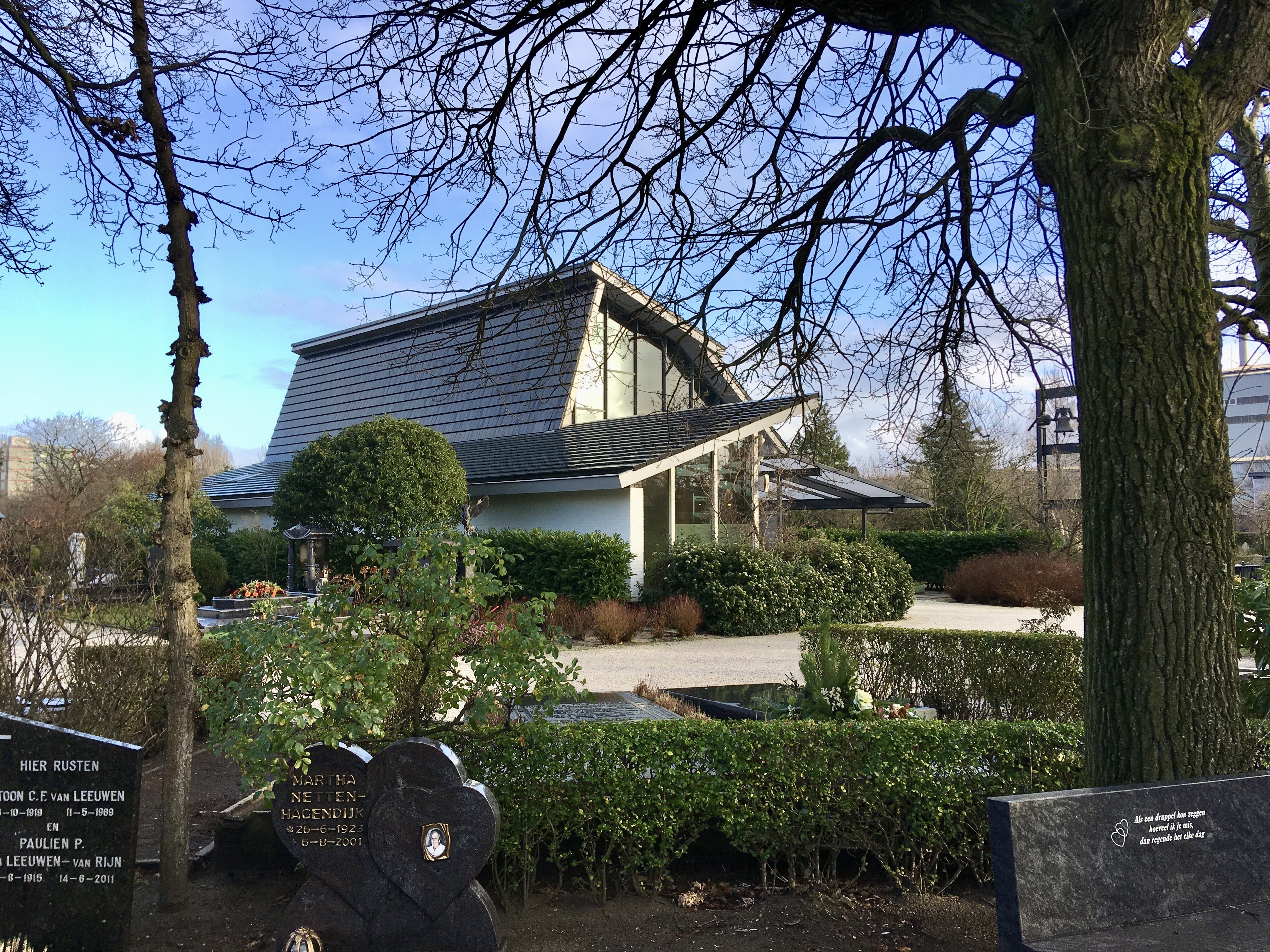
Kapel
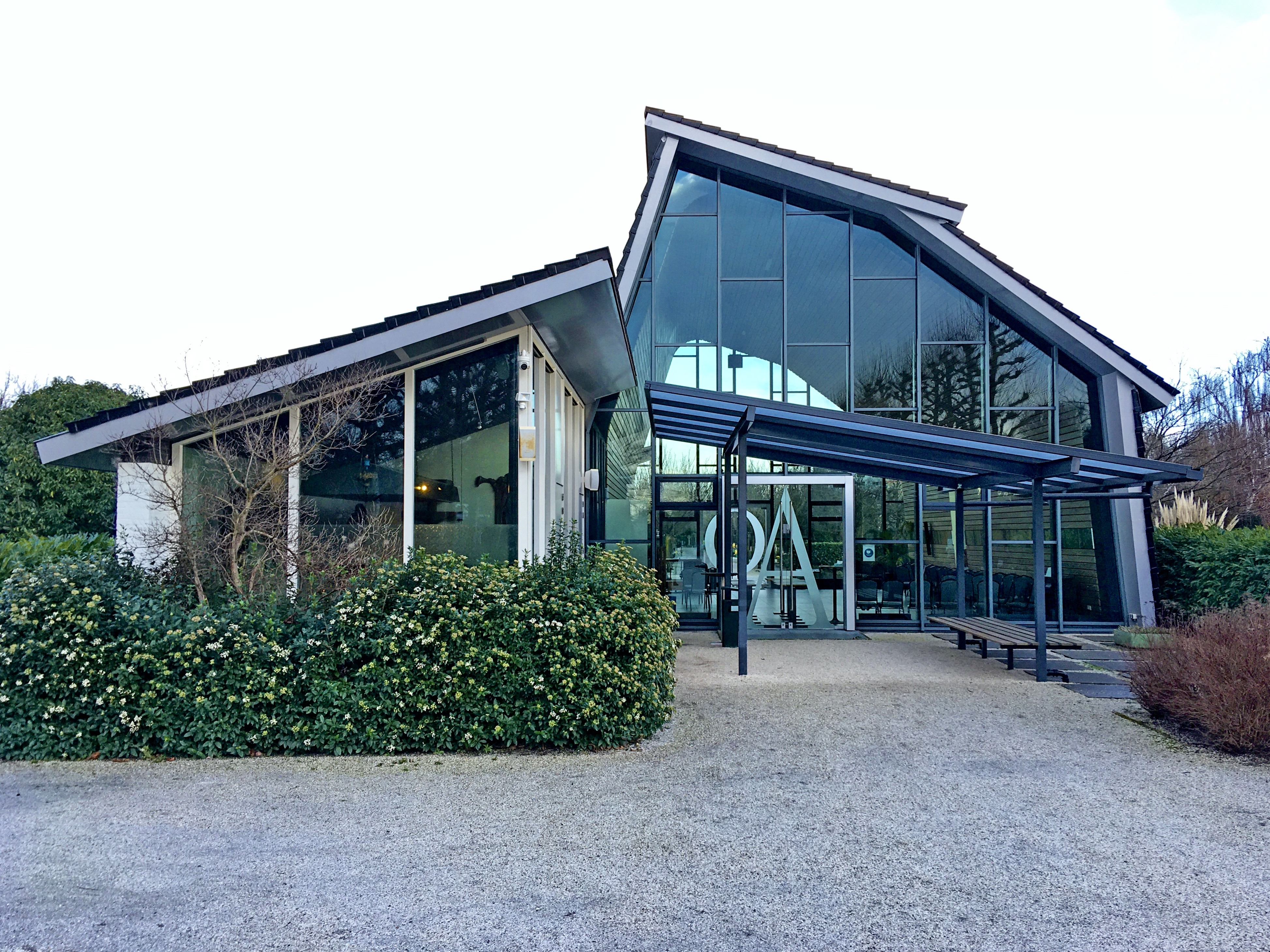
Kapel, voorzijde
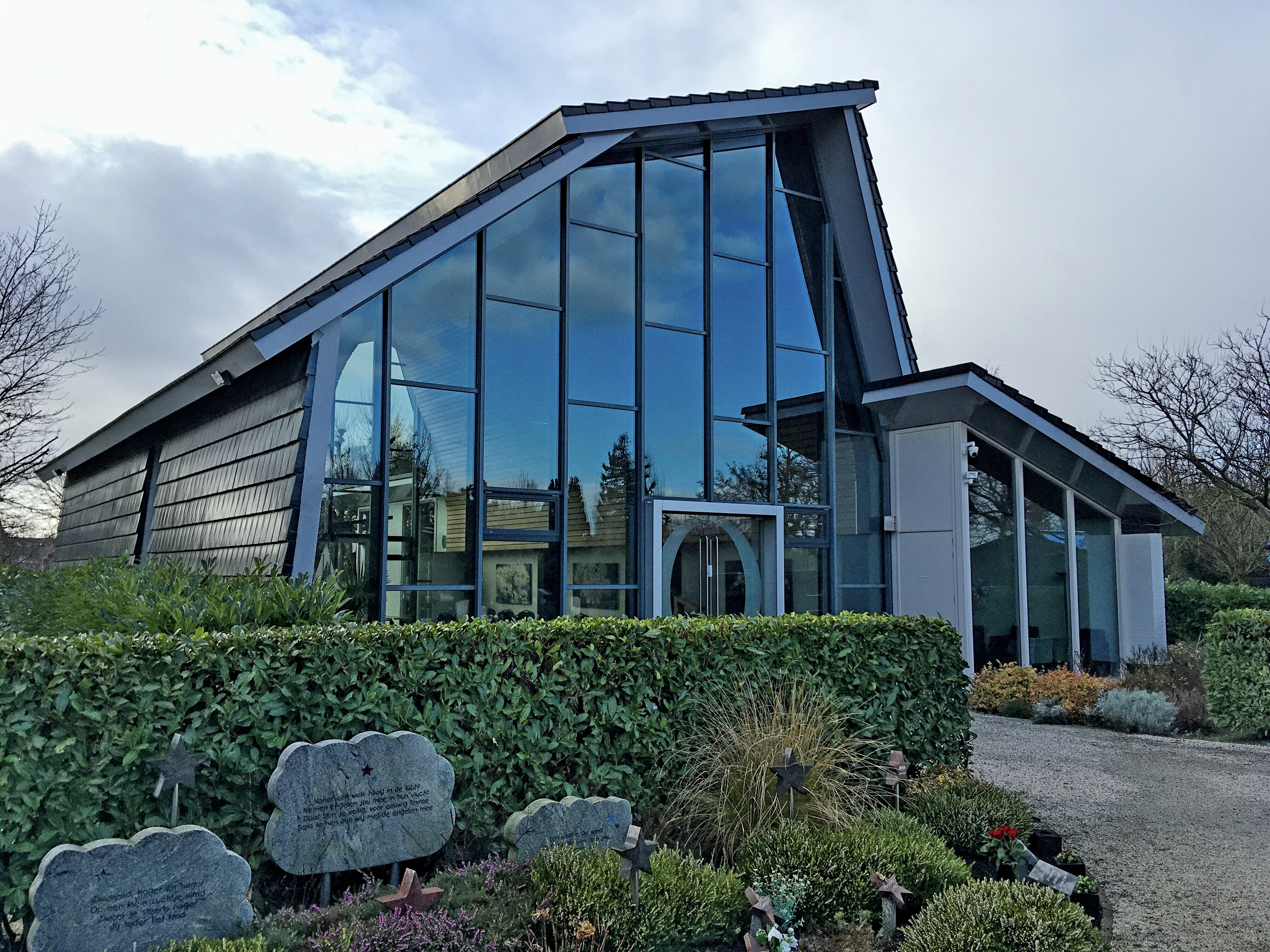
Kapel, achterzijde

## Begraven
- Pieter Biesiot (1890-1980), beeldhouwer, meubelontwerper en tekenaar, en zijn vrouw An (1919-2006), grafica, schilderes en tekenares
- Gerard Fieret (1924-2009), fotograaf, beeldend kunstenaar en dichter
- August Flament (1856-1925), archivaris, historicus
- August Klawer (1883-1969), beeldhouwer
- Willem van der Winkel (1887-1932), beeldhouwer